# Andrzej Marusarz
Andrzej Marusarz (ur. 31 sierpnia 1913 w Zakopanem, zm. 3 października 1968 tamże) – polski narciarz specjalizujący się w skokach i w kombinacji norweskiej. Reprezentant Polski i klubu SN PTT Zakopane, dwukrotny olimpijczyk, trener narciarski, marynarz. Największy sukces w karierze odniósł podczas mistrzostw świata w Zakopanem, gdzie był czwarty w kombinacji. Mistrz Polski w skokach i w kombinacji norweskiej.
Syn Jędrzeja Marusarza, przewodnika i ratownika TOPR i Agnieszki Gąsienicy-Daniel. Brat Józefa Marusarza i stryjeczny brat Stanisława Marusarza.

## Kariera narciarska
W 1926 działacze klubu SN PTT Józef Oppenheim i Ignacy Bujak stwierdzili, że spośród wielu zawodników trenujących pod Krokwią i na Lipkach zdecydowanie wyróżniają się Stanisław Marusarz i jego kuzyn Andrzej, którzy mieli wtedy po 13 lat. Chłopcy w 1929 otrzymali nowe narty i buty w miejsce nart własnego wyrobu przymocowanych sznurkami do butów i wstąpili do klubu. Pierwszym sukcesem Andrzeja był start w międzynarodowych mistrzostwach Czechosłowacji w Tatrzańskiej Polance.

### 1931–1935
W 1931 na XII Międzynarodowych Zawodach Narciarskich o mistrzostwo Polski sztafeta SN PTT zajęła trzecie miejsce. W jej skład wchodzili: Andrzej, Stanisław i Jan Marusarzowie, Jan Żytkowicz i Władysław Żytkowicz. Andrzej zdobył też brązowy medal na MP w skokach.
W następnym roku wziął udział w III Olimpiadzie Zimowej, która odbyła się w Lake Placid, w górach Adirondack, w dniach 4–13 lutego 1932. Polska ekipa popłynęła do Ameryki na pokładzie SS Île de France. Marusarz źle znosił morską podróż. Przysiągł sobie, że już nigdy nie wejdzie na statek. Na igrzyskach w biegu do kombinacji zajął 25. miejsce, a w klasyfikacji końcowej miejsce 19. W otwartym konkursie skoków był 22. (skoki na 51,5 i 54 m, nota 185,9 pkt.) Jak po latach wspominał, skocznia była silnie oblodzona i źle przygotowana przez Amerykanów do skoków, co nie pozwoliło mu na osiągnięcie dobrego wyniku. Po zawodach olimpijskich pojechał do Pittsfield, gdzie wygrał bieg na 18 km. Na mistrzostwach Polski, rozegranych w marcu w Zakopanem, po powrocie kadry ze Stanów Zjednoczonych, był trzeci w biegu zjazdowym.

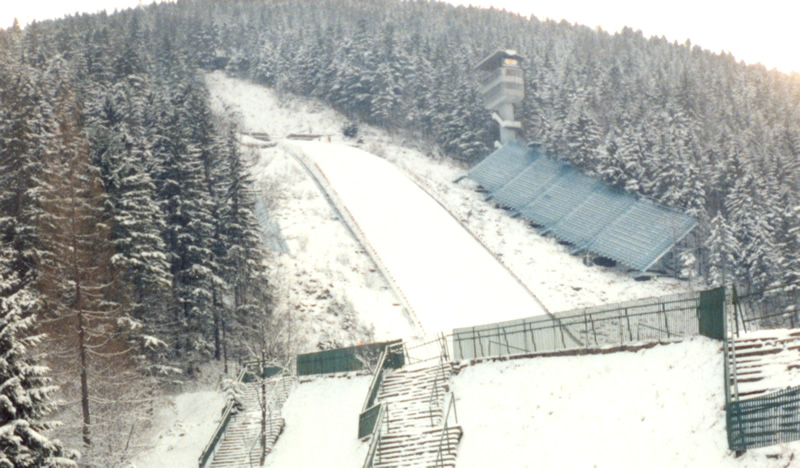
Wielka Krokiew, na której Andrzej Marusarz zdobywał medale mistrzostw Polski

22 stycznia 1933 wziął udział w mistrzostwach Okręgu Podhalańskiego PZN i w konkursie skoków był piąty. W tym samym roku w Westerowie (Czechosłowacja) walczył w biegu na 18 km i był czwarty, drugi zaś w skokach do kombinacji i w kombinacji klasycznej. Sztafeta SN PTT zwyciężyła w składzie: Stanisław i Andrzej Marusarzowie oraz Zdzisław Słowiński. W dniach 3–5 marca rozegrano narciarskie mistrzostwa Republiki Czechosłowackiej w Harrachovie. Andrzej w ogólnej klasyfikacji tych mistrzostw był czternasty. Z Harrachova pojechał na mistrzostwa Polski i w biegu zjazdowym oraz w kombinacji alpejskiej zajął trzecie miejsce. Wziął też udział w MŚ w Innsbrucku.
W mistrzostwach świata w 1934, w Sollefteå, w biegu na 18 km Andrzej Marusarz był 109., w kombinacji klasycznej 31. W otwartym konkursie skoków uplasował się na 36. pozycji. W biegu rozstawnym 4 razy 10 km indywidualnie był 18., a Polska piąta W mistrzostwach Polski, rozegranych w Zakopanem, zajął drugie miejsce w dwuboju i trzecie w ogólnej klasyfikacji. Pojechał potem do Czechosłowacji, na mistrzostwa do Bańskiej Bystrzycy, rozegrane w dniach 2–4 lutego. Był dziewiąty w ogólnej klasyfikacji (w skokach do biegu złożonego piąty, w skokach otwartych trzeci). Konkurs skoków otwartych wygrał Stanisław Marusarz (dwa skoki po 67 m), drugi był Izydor Gąsienica-Łuszczek. Wszyscy Polacy mieli skoki powyżej 60 metrów. Najlepszy zawodnik Czechosłowacji, Vrana, skoczył 59 m.
W 1935 był drugi w konkursie skoków podczas MP na Wielkiej Krokwi, przegrywając ze Stanisławem Marusarzem i zdobywając srebro. Został wicemistrzem Polski w sztafecie 4 razy 10 km. W lutym na MŚ w Szczyrbskim Jeziorze był 21. w otwartym konkursie skoków ze skokami o długości 49 m i 51 m, z notą 203,7 pkt.. Skakał wówczas prowadząc swoje narty z mocnym załamaniem w biodrach.

### 1936–1939
Drugi start olimpijski Andrzeja Marusarza miał miejsce na igrzyskach w Garmisch-Partenkirchen. Podczas treningu zajął 20. miejsce, ze skokami na 69 m i 71 m. W konkursie był 21., z dwoma skokami po 66 metrów. W ogólnej punktacji kombinacji klasycznej był 29., a w biegu 117. W grudniu został wicemistrzem Podhalańskiego Okręgu PZN.
W kwietniu 1937 uczestniczył w obchodach 30-lecia swego klubu, SN PTT, w klubowym schronisku na Hali Pysznej. Brał udział w biegu zjazdowym z Przełęczy Pyszniańskiej i zajął drugie miejsce. Zwyciężył Stanisław Marusarz. W XIX Narciarskich Mistrzostwach Polski był trzeci w ogólnej klasyfikacji, drugi w kombinacji, piąty w biegu na 18 km i 27. w konkursie skoków. Wystartował też w Chamonix, w mistrzostwach świata FIS.
W 1938 zdobył złoty medal w konkursie skoków w ramach narciarskich mistrzostw Polski, ustanawiając rekord Krokwi skokiem na 76,5 metra. W zaliczanych do konkursu próbach uzyskał 68 m i 65 m. 9 stycznia odbył się drużynowy konkurs skoków. Drużyna SN PTT w składzie: Jan i Stanisław Kulowie i Andrzej Marusarz zajęła drugie miejsce za narciarzami z Wisły Zakopane. Marusarz 1 marca wystartował w zawodach alpejskich na Pilsku i w zjeździe i w slalomie w Pucharze Babiogórskim zajął trzecie miejsce. Został jednak usunięty z kadry narodowej po konflikcie z działaczami PZN i nie pojechał na mistrzostwa świata do Lahti.
W Narciarskich Mistrzostwach Świata FIS 1939 rozegranych w Zakopanem, w biegu złożonym zajął czwarte miejsce. Oddał wówczas skoki na odległość 64 m i 65 m. Jego strata do brązowego medalisty, Magnara Fosseidego, była niewielka. 19 lutego w otwartym konkursie skoków na Krokwi był 15., ze skokami o długości 71,5 m, i 71 m i z notą 200,7 pkt., a w biegu na 18 km był 55. Na MP w skokach zdobył brązowy medal, a na konkursie dwuboju – tytuł mistrza kraju.

## Taternictwo
Od najmłodszych lat Andrzej Marusarz przysposabiany był przez ojca na taternika, przewodnika i ratownika górskiego. Odbył wiele wędrówek po górach i pracował nad tężyzną fizyczną. W 1932 zdał egzamin na przewodnika tatrzańskiego III klasy, w 1937 na przewodnika II klasy, a w 1967 został przewodnikiem pierwszej klasy. Towarzyszem jego wypraw po górach był jeden z najlepszych taterników okresu międzywojennego – Stanisław Motyka. Razem dokonali wielu przejść taternickich, między innymi w 1938 zdobyli południową ścianę Małego Kołowego Szczytu drogą uważaną do dzisiaj za jedną z najtrudniejszych w Tatrach Wysokich. W latach międzywojennych budował wraz z ojcem ścieżki turystyczne w Tatrach. W 1934 został ratownikiem TOPR. Rok wcześniej brał udział w trudnej i niebezpiecznej wyprawie zimowej po ciało Wincentego Birkenmajera na Galerię Gankową. Uprawiał też narciarstwo turystyczne.

## Okres II wojny światowej
Po wybuchu wojny, wobec aresztowań zakopiańskich sportowców, opuścił Zakopane i przedostał się na Węgry, a stamtąd przez Jugosławię do Grecji, gdzie zaokrętował się na polski statek SS „Warszawa” w charakterze palacza. Warszawa płynęła do oblężonej twierdzy w Tobruku i 10 mil od brzegu została storpedowana. Marusarz uratował się i został wyłowiony z wody po kilku godzinach przez jednostki alianckie. Po storpedowaniu Warszawy 26 grudnia 1941 służył najpierw w marynarce wojennej, później handlowej i pasażerskiej m.in. na S/S Kolno, Modlin, Kraków, Narocz, Wilno i Opole. Pływał w alianckich konwojach jako sternik i wziął udział w bitwie o Atlantyk. Przeżył kolejne storpedowanie. Niektóre źródła podają, że przeżył storpedowanie trzy razy, inne mówią o dwóch. Marusarz pływał też w konwojach do Murmańska, a także na statkach, które wzięły udział w inwazji Afryki Północnej, Sycylii i Włoch (1943) i w operacji Overlord. Otrzymał dziewięć odznaczeń polskich i brytyjskich.

## Po wojnie
Po wojnie przez jakiś czas pływał jeszcze w marynarce handlowej, a potem powrócił do Polski. Latem wciąż pływał na statkach handlowych, między innymi na transatlantyku Batory (do lipca 1952), a zimą pracował w Zakopanem jako instruktor narciarski i trener młodzieży. Pływał na statkach S/S Kutno, Kościuszko, Lublin, Lech. Brał udział w kilku wyprawach ratunkowych TOPR, pracował także jako przewodnik tatrzański. W 1948 wziął ślub z Zofią Becker, z którą miał dwoje dzieci: Ewę i Andrzeja juniora. Morze porzucił w 1954 i już nigdy nad nie nie wrócił. Był trenerem biegaczy w SN PTT. Na treningi dojeżdżał motorem. Zajmował się też organizacją motocyklowych Rajdów Tatrzańskich. Po śmierci żony opiekował się dziećmi. Został Zasłużonym Mistrzem Sportu, odznaczony m.in. Złotym Krzyżem Zasługi. Jego stan zdrowia stale się pogarszał, zwlekał jednak z operacją serca i zmarł 3 października 1968. Miał 55 lat. Został pochowany na Pęksowym Brzyzku (kw. P-II-3).

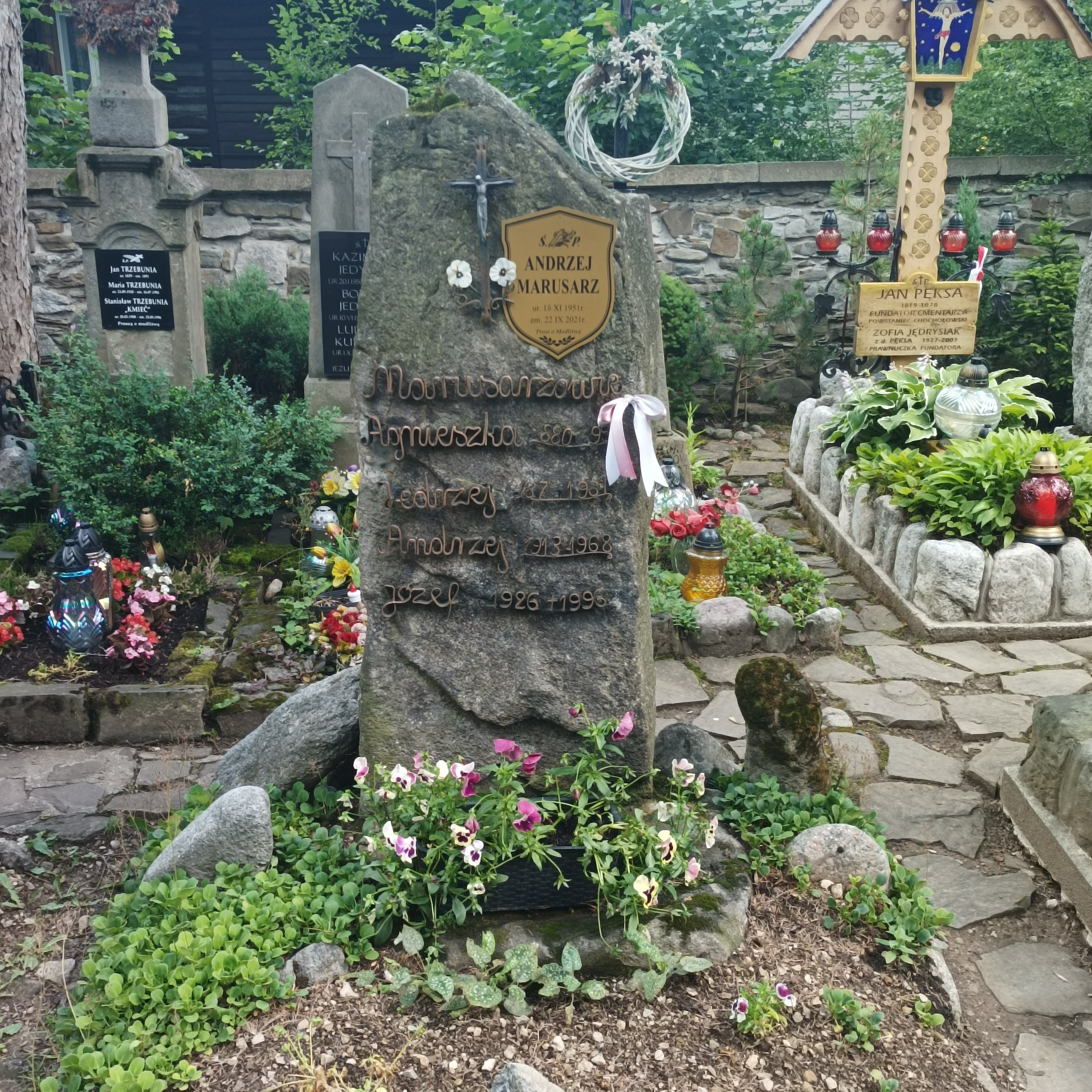
Grób Andrzeja Marusarza na Cmentarzu Zasłużonych na Pęksowym Brzyzku

## Wyniki w narciarstwie

### Igrzyska olimpijskie
| 1932 Lake Placid            | – | 22. miejsce (w skokach), 19. miejsce (w kombinacji norweskiej) |
| 1936 Garmisch-Partenkirchen | – | 21. miejsce (w skokach), 32. miejsce (w kombinacji norweskiej) |

Starty A. Marusarza w kombinacji na igrzyskach olimpijskich – szczegółowo
| Miejsce | Dzień     | Rok  | Miejscowość            | Dyscyplina/konkurencja                    | Wynik       | Strata      | Zwycięzca            |
| ------- | --------- | ---- | ---------------------- | ----------------------------------------- | ----------- | ----------- | -------------------- |
| 19.     | 11 lutego | 1932 | Lake Placid            | kombinacja norweska skoki + bieg na 18 km | 335,10 pkt. | 110,90 pkt. | Johan Grøttumsbråten |
| 32.     | 10 lutego | 1936 | Garmisch-Partenkirchen | kombinacja norweska skoki + bieg na 18 km | 345,5 pkt.  | 84,8 pkt.   | Oddbjørn Hagen       |

Starty A. Marusarza w skokach na igrzyskach olimpijskich – szczegółowo
| Miejsce | Dzień     | Rok  | Miejscowość            | Skocznia             | Konkurs  | Skok 1 | Skok 2 | Nota      | Strata   | Zwycięzca   |
| ------- | --------- | ---- | ---------------------- | -------------------- | -------- | ------ | ------ | --------- | -------- | ----------- |
| 22.     | 12 lutego | 1932 | Lake Placid            | MacKenzie Intervale  | indywid. | 51,5 m | 54,0 m | 185,9 pkt | 42,2 pkt | Birger Ruud |
| 21.     | 16 lutego | 1936 | Garmisch-Partenkirchen | Große Olympiaschanze | indywid. | 66,0 m | 66,0 m | 203,7 pkt | 28,3 pkt | Birger Ruud |

### Mistrzostwa świata w narciarstwie klasycznym
| 1934 Sollefteå     | – | 36. miejsce (w skokach), 31. miejsce (w kombinacji norweskiej), 109. miejsce (w biegu na 18 km), 5. miejsce (w sztafecie) |
| 1935 Wysokie Tatry | – | 21. miejsce (w skokach), 29. miejsce (w kombinacji norweskiej), 117. miejsce (w biegu na 18 km)                           |
| 1937 Chamonix      | – | 26. miejsce (w skokach), 14. miejsce (w kombinacji norweskiej), 44. miejsce (w biegu na 18 km)                            |
| 1939 Zakopane      | – | 15. miejsce (w skokach), 4. miejsce (w kombinacji norweskiej), 55. miejsce (w biegu na 18 km)                             |

### Sukcesy krajowe
- mistrz Polski w skokach: 1938
- wicemistrz Polski w skokach: 1935
- dwukrotny brązowy medalista MP w skokach: 1931, 1939
- mistrz Polski w kombinacji: 1939
- dwukrotny wicemistrz Polski w kombinacji: 1934, 1937
- wicemistrz Polski w zjeździe: 1931
- wicemistrz Polski w sztafecie: 1935